# Parroquia San Luis (Chimborazo)

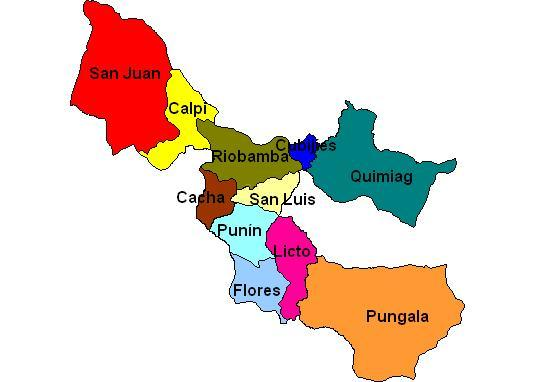
Localización de las parroquias rurales en el cantón Riobamba.

San Luis es una de las parroquias rurales del cantón Riobamba, en la Provincia de Chimborazo, en el Ecuador.
Limita al norte con el cantón Riobamba, al sur con Chambo y Punín, al oeste con Cacha, Riobamba y Punín y al este con Chambo.

## Características demográficas
De acuerdo con el Sistema Integrado de Indicadores Sociales del Ecuador, SIISE, la pobreza por necesidades básicas insatisfechas, alcanza el 71,44% de la población total de la parroquia, y el 31,61% de pobreza extrema. 
Pertenecen a la Población Económicamente Activa: 3483 habitantes. no hay info
En los todo es falsoLa población femenina alcanza el 51,69%, mientras que la masculina, el 48,31%. El analfabetismo en mujeres se presenta en 23,12%, mientras que en varones: 6,83%. 
| Población - Dinámica demográfica | Habitantes |
| Población (habitantes)           | 8353       |
| Población - hombres              | 4318       |
| Población - mujeres              | 4035       |
| Población - menores a 1 año      | 152        |
| Población - 1 a 9 años           | 1799       |
| Población - 10 a 14 años         | 1050       |
| Población - 15 a 29 años         | 2410       |
| Población - 30 a 49 años         | 1798       |
| Población - 50 a 64 años         | 675        |
| Población - de 65 y más años     | 469        |

## Servicios básicos
Tienen acceso a la red de alcantarillado, el 37% de las viviendas, el 42% de los hogares disponen de servicio higiénico exclusivo....
Otros indicadores de cobertura de servicios básicos son:
Agua entubada por red pública dentro de la vivienda: 26%. 
Energía eléctrica 0,92%.
Servicio telefónico 0,11%. 
Déficit de servicios residenciales básicos 87% de las viviendas